# Le Puits aux images
Le Puits aux images est un recueil de onze nouvelles de Marcel Aymé, publié en avril 1932.

## Composition du recueil
- Le Puits aux images
- La Retraite de Russie
- Les Mauvaises Fièvres
- Noblesse
- A et B
- Pastorale (nouvelle en cinq parties)
- Les Clochards
- L'Individu
- Au clair de la lune
- La Lanterne
- Enfants perdus

## Éditions
- 1932 -  Le Puits aux images, Librairie Gallimard, Collection blanche, Éditions de la Nouvelle Revue Française
- 1989 - Le Puits aux images, in "Œuvres romanesques complètes", Tome I, Gallimard (janvier 1989), Bibliothèque de la Pléiade, Édition publiée sous la direction de Yves-Alain Favre,  (ISBN 2-07-011157-1)